# Centurión (Uruguay)
Centurión ist eine Ortschaft in Uruguay.

## Geographie
Centurión befindet sich auf dem Gebiet des Departamento Cerro Largo in dessen Sektor 4 nahe der Grenze zu Brasilien. Der Ort liegt im östlichen Teil des Departamentos nordnordöstlich von Caserio Las Cañas. In westlicher Richtung sind Nando und Mangrullo gelegen.

## Einwohner
Centurión hatte bei der Volkszählung im Jahre 2011 35 Einwohner, davon 17 männliche und 18 weibliche. Bei den vorhergehenden Volkszählungen von 1963 bis 2004 wurden für den Ort keine statistischen Daten erfasst.
| Jahr | Einwohner |
| ---- | --------- |
| 1963 | -         |
| 1975 | -         |
| 1985 | -         |
| 1996 | -         |
| 2004 | -         |
| 2011 | 35        |

Quelle: Instituto Nacional de Estadística de Uruguay